# Alexander Fjodorowitsch Moschaiski

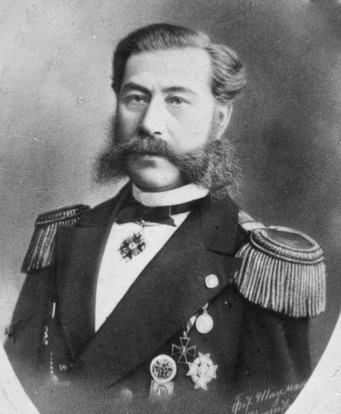
Alexander Fjodorowitsch Moschaiski

Alexander Fjodorowitsch Moschaiski (russisch Александр Фёдорович Можайский, wiss. Transliteration Aleksandr Fëdorovič Možajskij; * 9. Märzjul. / 21. März 1825greg. in Kotka; † 20. Märzjul. / 1. April 1890greg. in Sankt Petersburg) war ein russischer/polnischer Marineoffizier und Luftfahrtpionier. 1883 baute er das erste mit einer Dampfmaschine ausgerüstete Motorflugzeug in der Geschichte seines Landes.

## Leben
Er fuhr viele Jahre seines Lebens zur See und wurde wahrscheinlich durch Beobachtungen von Albatrossen mit dem Problem des Fliegens konfrontiert. Durch den Bau von Flugdrachen, die in jener Zeit zur Übermittlung von Signalen und Herstellen von Seilverbindungen auf vielen Schiffen eingesetzt wurden, lernte er das Prinzip Schwerer als Luft kennen.
Um 1860 beschloss er, sich dem Bau von Flugmaschinen zu widmen. Die ersten Eigenflugversuche führte er um 1875 in Südrussland durch. Dabei ließ er sich an einem Drachen festbinden und mittels Pferden an einem Seil in die Luft schleppen, um die Festigkeit von Tragflächen zu testen.
Nebenbei betrieb er Auftriebs- und Widerstandsmessungen, wobei er herausfand, dass der günstigste Anstellwinkelbereich ebener Flächen zwischen 5 und 15° liegt. 1876 führte er in Sankt Petersburg ein Flugmodell vor. Es war mit einem Uhrwerk ausgestattet und fähig, sich selbständig in die Luft zu erheben.
Am 3. November 1881 ließ er sich ein Patent auf ein Flugzeug mit einem Dampfmaschinenantrieb ausstellen und begab sich auf die Suche nach Geldgebern, um dieses Projekt zu verwirklichen. Unter großen Schwierigkeiten – die staatlichen Kommissionen weigerten sich lange Zeit, für das Vorhaben finanzielle Mittel zu bewilligen – wurde die Konstruktion 1883 fertiggestellt. Das Projekt hatte fast 20.000 Rubel verschlungen und Moschaiski finanziell ruiniert. Mit dem Flugzeug sollen zwischen 1882 und 1886 Flugversuche durchgeführt worden sein, so zwei unbewiesene Flüge im Jahr 1884 bei Krasnoje Selo bei Sankt Petersburg mit einer Weite von 65 bzw. 100 Fuß. Dass diese Versuche insgesamt nicht von Erfolg gekrönt waren, lässt auf die Tatsache schließen, dass Moschaiski in den folgenden Jahren keine Verbesserungen am Flugzeug vornahm, sondern versuchte, stärkere Dampfmaschinen herzustellen, um deren große Masse mit mehr Leistung aufzuwiegen. Im Laufe dieser Anstrengungen verstarb Moschaiski.

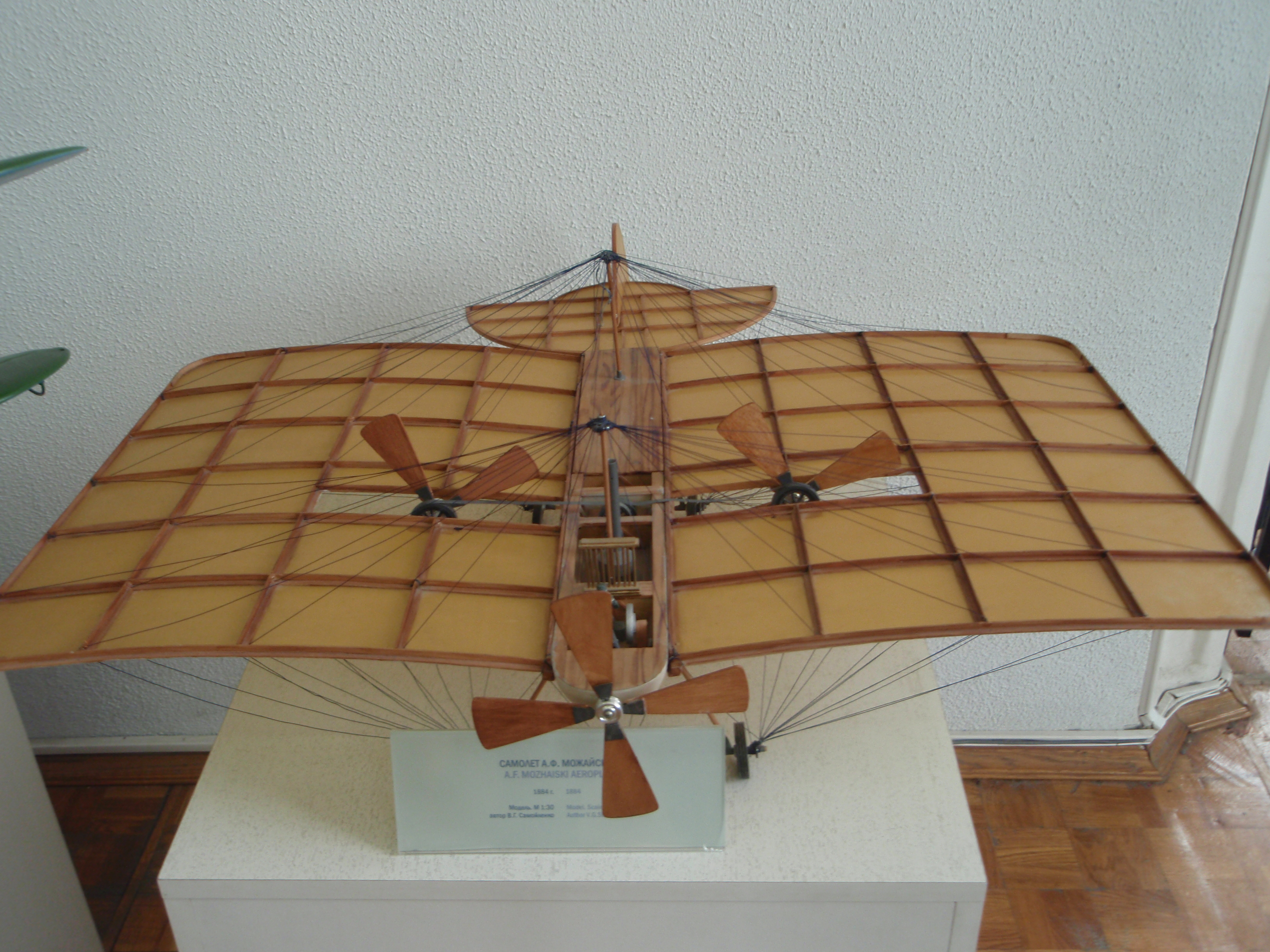
Modell des Flugapparats

Sein Flugapparat hatte eine Flugmasse von 934 kg, eine Flügelfläche von über 300 m² und war mit drei Dampfmaschinen mit zusammen 50 PS (2 × 20 PS und 1 × 10 PS) ausgestattet.
Der letzte Flugapparat von Moschaiski war mit zwei Dampfmaschinen (Gesamtleistung von 60 PS und Gewicht von 21 Pud (1 Pud = 16 kg)) ausgestattet. Die Leistung wäre laut der Schlussfolgerung des ZAGI (durchgeführt im Jahr 1982) ausreichend zum Abflug.
Die Öffentlichkeit nahm kaum Notiz von seinen Flugversuchen. Zu dieser Zeit waren die Möglichkeiten für Motorflugzeuge mit Dampfmaschinen sehr begrenzt. Die Dampfmaschinen waren zu schwer.
Der Asteroid des mittleren Hauptgürtels (2850) Mozhaiskij ist nach ihm benannt. Gleiches gilt für den Nunatak Gora Mozhajskogo in der Antarktis.